# Чеберюла
Чеберюла́ (рос. Чеберюла, марій. Чевер Йӱла) — присілок у складі Параньгинського району Марій Ел, Росія. Входить до складу Куракінського сільського поселення.

## Населення
Населення — 4 особи (2010; 12 у 2002).
Національний склад (станом на 2002 рік):
- росіяни — 50 %
- татари — 30 %